# مارك هارمان (مترجم)
مارك هارمان (بالإنجليزية: Mark Harman)‏ هو مترجم أمريكي، ولد في 1 مارس 1951.